# Johan Kemp
Johan Valdemar Kemp (szül: Johan Valdemar Kemppainen) (Helsinki, Finnország, 1881. július 1. – Lahti, Finnország, 1941. október 20.) olimpiai bronzérmes finn tornász, atléta.
Az 1908. évi nyári olimpiai játékokon indult, és mint tornász versenyzett. Csapat összetettben bronzérmes lett. Szintén ezen az olimpián indult még atlétikában. Súlylökésben és gerelyhajításban. Érmet nem nyert egyik versenyszámban sem.
Klubcsapata a Helsingfors Gymnastikklubb volt.